# Rosas (ort i Colombia, Cauca, lat 2,26, long -76,74)
Rosas är en ort i Colombia.   Den ligger i departementet Cauca, i den västra delen av landet, 400 km sydväst om huvudstaden Bogotá. Rosas ligger 1 717 meter över havet och antalet invånare är 1 830.
Terrängen runt Rosas är bergig, och sluttar västerut. Runt Rosas är det ganska glesbefolkat, med 50 invånare per kvadratkilometer. Närmaste större samhälle är La Sierra, 9,5 km söder om Rosas. I omgivningarna runt Rosas växer i huvudsak städsegrön lövskog.